# Iván Duque Escobar
Iván Duque Escobar (Gómez Plata, 20 de mayo de 1937-Medellín, 3 de julio de 2016) fue un deportista, abogado, periodista y político colombiano miembro del Partido Liberal. 
Durante su trayectoria política se desempeñó en varios cargos, siendo gobernador de Antioquia entre 1981 y 1982, Ministro de Minas y de Desarrollo entre 1985 y 1986 y Registrador Nacional del Estado Civil entre 1999 y 2002.  
Fue padre del expresidente de Colombia Iván Duque Márquez.

## Biografía
Iván nació en Gómez Plata, Antioquia, el 20 de mayo de 1937.
En su juventud fue jugador activo de fútbol en el equipo Incas de Medellín, que posteriormente se denominó el Deportivo Independiente de Medellín. Era abogado, egresado de la Universidad de Antioquia, hizo estudios de Hacienda pública, administración de empresas y alta gerencia, fue secretario de hacienda de Medellín, gerente de empresas varias municipales, Ministro plenipotenciario, auditor externo de las Naciones Unidas y en 1978 fue el gerente de la Empresa de Acueducto y Alcantarillado de Bogotá. Fue Gobernador de Antioquia entre el 23 de marzo de 1981 hasta el 20 de agosto de 1982, al tiempo que fue designado Álvaro Uribe Vélez como alcalde de Medellín. Como gerente del Instituto de Crédito Territorial se opuso a la realización del Mundial de Fútbol en Colombia al considerar que el endeudamiento era muy alto y el país tenía otras obras prioritarias.
Por 1987 el procurador general de la Nación, Carlos Mauro Hoyos Jiménez remitió a la comisión de acusaciones de la Cámara de Representantes diligencias disciplinarias adelantadas contra el exministro de Minas y Energía, Iván Duque Escobar por presunta responsabilidad en la conceptual de negligencia y omisión, con ocasión de la tragedia del Nevado del Ruiz con más de 30.000 muertos, a fin de que dicha corporación procediera de acuerdo con su competencia Ministro de Minas y de Desarrollo, expresidente de Sofasa. Se desempeñó como presidente del Instituto de Crédito Territorial bajo la administración de Julio César Turbay, ha hecho parte de juntas directivas de varias empresas privadas y fue presidente del Banco Popular y miembro de la Junta del Banco de la República, entre otros cargos. Así como contralor de Bogotá. Fue colaborador de los periódicos El Siglo, El Universal y El Colombiano. En 1999 fue tesorero del Partido Liberal aunque ya fungía dicho cargo en 1972.

### Ministro de Minas (1985-1986)
Como Ministro de Minas de Belisario Betancur, Iván Duque Escobar, dijo que había un “dramatismo extremo” acerca de la posible erupción del Nevado del Ruiz que el alcalde de Armero, Ramón Rodríguez, y un congresista caldense, Hernando Arango denunciaban que incluso llevó el tema al Congreso en septiembre de ese año.
"Su didáctica intervención –refiriéndose al congresista Arango– a ratos llena de dramatismo y un poco de Apocalipsis sirve para decirle que todo ha sido informado y que se seguirá informado de las actividades del volcán": Iván Duque Escobar

Posterior a la Tragedia de Armero, Duque Escobar, como máximo responsable (junto a Belisario Betancur), afirmó que se habían tomado muchas precauciones, "con el supuesto de que, sobre todo, se debería tener alertada a la población y lograr que, si se presentaba una situación crítica, se pudieran evacuar en forma rápida a los habitantes de la zona". Para mí, afirmó Duque, lo más grave de todo es que la población no atendió el llamado que se le hizo por parte de las autoridades civiles, incluso eclesiásticas y militares, yo creo que el Gobierno, en la medida de sus posibilidades, hizo todo lo que pudo.
"El ministro Duque Escobar, me dijo simple y llanamente que yo era 'apocalíptico' y 'dramático' por decir que podía ocurrir una tragedia. Posteriormente, días antes de la avalancha, yo tuve oportunidad de solicitarle al ministro que pusiera unas alarmas, él me contestó que eran exageradamente costosas porque valían alrededor de US$ 2.000. Yo le sugerí que vendiera algunos de los automóviles del Ministerio, pero lo tomó como un buen chiste o un llamado de atención que le estaba haciendo, y las cosas no fueron atendidas hasta que se produjo la catástrofe" Hernando Arango Monedero, exrepresentante a la Cámara por Caldas.

### Registrador Nacional
Duque Escobar fue elegido Registrador Nacional para el periodo 1 de octubre de 1999 - 2004 con el voto de los consejeros Orlando Solano, presidente en ese entonces del Consejo Nacional Electoral, Édgar Castellanos, Martha Lucía López, Luis Felipe Vergara, y los conservadores Gilberto Alzate y Jorge Ignacio Pretelt, luego de que Jaime Calderón Brugés, real titular de la Registraduría y fue detenido por orden de la Fiscalía.
El Tribunal Administrativo de Cundinamarca, a través de un fallo de acción de cumplimiento, sentenció que el Consejo Nacional Electoral omitió la obligación que tenía de remover al Registrador, por haber llegado a la edad de retiro forzoso: 65 años. Esa corporación judicial señaló que el Consejo Electoral no aplicó el artículo 31 del decreto 2400 de 1968, ni el Decreto 1950 de 1973, que establecen que todos los funcionarios que lleguen a los 65 años de edad deben retirarse inmediatamente de sus cargos. Además, fijó un término de cinco días para que el Consejo cumpliera con esas disposiciones legales y removiera a Duque, razón por lo que estuvo hasta el 24 de agosto de 2002.

#### Controversias
Para 2001 la Registraduría Civil todavía no había podido dar a conocer el nombre del nuevo gobernador del Atlántico a pesar de que las elecciones tuvieron lugar hace más de un mes en ese entonces puesto que la dependencia a su cargo no había definido quién tuvo más votos entre los candidatos Alejandro Char y Ventura Díaz, lo que finalizó en que dos años y medio después de celebradas las elecciones, el Consejo de Estado determinó que quien salió elegido en las urnas como nuevo gobernador del Atlántico fue Alejandro Char Chaljub, y no Ventura Díaz quien había ejercido desde el primero de enero de 2001 y hasta el 2003 en el cargo.
En el 2001 el senador Javier Cáceres denunció la compra de credenciales de jurados de votación en Cartagena y el departamento de Bolívar en las pasadas elecciones. El congresista señaló que en los pasados comicios se presentaron graves irregularidades, por lo que promovió un debate en el Congreso a Duque Escobar.

## Vida personal
Iván estuvo casado en dos oportunidades. 
En la primera ocasión contrajo matrimonio con Claudia Samper Mejía, con quien tuvo su hija mayor, María Paula Duque Samper. En su segundo matrimonio con Juliana Márquez Tono tuvo por hijos a Andrés Duque Márquez e Iván Duque Márquez, 41.° Presidente de la República de Colombia por el partido Centro Democrático. Pasó sus últimos años junto a su tercera y última esposa, Leonor Barreneche Gómez con quien no tuvo hijos.

## Publicaciones
- El control fiscal en Colombia
- El control fiscal en Bogotá
- Desarrollo y vivienda
- El presupuesto en Colombia
- Energía y desarrollo
- Perfil de Carlos E. Restrepo
- De la tierra al hombre
- Legislación marítima colombiana
- Legislación marítima de la Comunidad Económica Europea.[17]